# 마사 헌트
마사 헌트(Martha Hunt, 1989년 4월 27일 ~ )는 미국의 모델이다. 2015년부터 2020년까지 빅토리아 시크릿 엔젤스로 활동했다.